# Jennifer Keddy
Jennifer Brooke Keddy (Roseville, 28 ottobre 1991) è una pallavolista statunitense.
Gioca nel ruolo di centrale nell'Alianza Lima.

## Carriera

### Club
La carriera di Jennifer Keddy inizia a livello scolastico con la Sentinel HS, per proseguire a livello universitario: entra infatti a far parte della squadra di pallavolo femminile della Cal Poly, partecipando alla Division I NCAA dal 2009 al 2013, saltando tuttavia il torneo 2012.
Nella stagione 2014-15 firma il suo primo contratto professionistico, giocando in Finlandia col Woman di Rovaniemi, mentre nella stagione seguente si trasferisce in Repubblica Ceca, dove gioca col Královo Pole di Brno, club impegnato in Extraliga.
Nel campionato 2016-17 gioca in Germania, partecipando alla 1. Bundesliga col Münster; al termine degli impegni col club tedesco si reca nelle Filippine, dove partecipa alla Reinforced Open Conference 2017 col BaliPure. Nel campionato seguente approda al Wiesbaden, altro club della massima divisione tedesca: nel dicembre 2017 si vede costretta ad abbandonare il club, dopo che le viene diagnosticato un cancro ovarico, tornando negli Stati Uniti dove viene operata per rimuovere il tumore e inizia la chemioterapia.
Fa ritorno in campo nel gennaio 2019, ingaggiata in Perù dall'Alianza Lima per la seconda parte della LNSV 2018-19.

## Palmarès

### Premi individuali
- 2010 - All-America Third Team